# Берник-Лейк
Берник-Лейк (англ. Bernic Lake) — озеро и одноимённое уникальное по составу месторождение редких металлов пегматитов, находится на юго-востоке Манитобы, Канада. Месторождение содержит руды тантала, цезия и лития, открытые в начале XX века.

## Характеристика
Месторождение представлено серией пегматитовых тел, залегающих в амфиболитизованных диабазах и андезитах позднего архея. Главное тело эллипсоидальной формы полого погружается на север под уровень озера Берник. Пегматиты плагиоклаз-микроклиновые с комплексом танталовых, цезиевых, литиевых и бериллиевых минералов.
Ассоциация танталовых минералов включает оловянный танталит (водженит), тапиолит, микролит и псевдоиксиолит; минералы лития представлены сподуменом, лепидолитом, амблигонитом и петалитом; цезий концентрируется в поллуците; также встречаются берилл, касситерит, колумбит, молибденит и др.
Запасы: танталовых руд 0,9-1,3 млн т при содержании Ta2O5 0,15-0,22 %; литиевых — 5,1 млн. т (преимущественно в сподумене и незначительные количества в лепидолите), бериллиевых — 0,9-1,0 млн. т при содержании ВеО 0,22 %. Общие запасы поллуцита 450 тыс. т.
В месторождении Берник-Лейк сосредоточено 70 % мировых запасов цезия.

## Технология разработки
Месторождение разрабатывается подземным способом (глубиной до 200 м); включает танталовый горно-обогатительный комбинат и обогатительную фабрику для переработки сподуменовых руд. Предусмотрена переработка руд с мелкокристаллическим танталитом, а также получение литиевых, цезиевых и бериллиевых концентратов. Изъятие тантала из руд 80 %. Танталовый концентрат содержит 50-52 % Та; 3,5 % Nb2O5 и 9 % SnO2.